# Thelonious Monk in Italy
Thelonious Monk in Italy è un album dal vivo del pianista e compositore statunitense Thelonious Monk, pubblicato nel 1963.

## Tracce
Tutte le tracce sono state composte da Thelonious Monk, eccetto dove indicato.
Side 1
1. Jackie-Ing - 4:53
2. Epistrophy (Kenny Clarke, Monk) - 4:59
3. Body and Soul (Frank Eyton, Johnny Green, Edward Heyman, Robert Sour) - 4:48
4. Straight, No Chaser - 9:06

Side 2
1. Bemsha Swing (Denzil Best, Monk) - 7:14
2. San Francisco Holiday - 6:04
3. Crepuscule with Nellie - 2:50
4. Rhythm-A-Ning - 5:45

## Formazione
- Thelonious Monk – piano
- Charlie Rouse – sassofono tenore
- John Ore – basso
- Frankie Dunlop – batteria